# Coserans
|  | Per a altres significats, vegeu «Vescomtat de Coserans». |

El Coserans (en occità: Coserans; en francès: Couserans) és un parçan o comarca d'Occitània situada a la Gascunya. La capital és la vila de Sent Girons (Sent Guironç de Coserans en occità i Saint Girons en francès, nom oficial).
Segons la proposta de divisió territorial d'Occitània del diari Jornalet, basada en l'obra de Frederic Zégierman Le Guide des pays de France, el Coserans estaria ubicat a la regió de la Gascunya, subregió del Comenge.
Gairebé la totalitat del Coserans depenia de l'antic bisbat de Sent Líser (Saint-Lizier en francès), que fou dissolt el 1801. Oficialment, les seves comunes estan adscrites administrativament i situades a la part occidental departament francès de l'Arieja, a la regió administrativa d'Occitània. El Coserans és veí pel nord de la Vall d'Aran i del Pallars Sobirà, corresponent a la conca del riu Salat.
Té actualment aproximadament 26.000 habitants, si bé va tenir-ne molts més al final del segle xix, que fou el període d'apogeu del territori amb l'extracció mineral, el paper i la creació de la hidroelectricitat (un dels creadors del concepte és Aristide Bergès, nadiu de la zona) així com alguns establiments termals.
Fou part de l'antic comtat de Comenge (extensió des de Tolosa al nord, fins al Pirineu al sud) antigament unit al Pallars (s. XI-xiii), i després un vescomtat.
Fou una de les rutes d'emigració dels republicans pel port de Salau (entre Montgarri i Salau).

## Tradicions populars
- Bethmalais (ball popular)
- Festes de la transhumància.